# Love Revolution (Inna Modja)
 (février 2012).
Si vous disposez d'ouvrages ou d'articles de référence ou si vous connaissez des sites web de qualité traitant du thème abordé ici, merci de compléter l'article en donnant les références utiles à sa vérifiabilité et en les liant à la section « Notes et références ».
Pour les articles homonymes, voir Love Revolution.
Albums de Inna Modja
Everyday is a New World
(2009) Motel Bamako
(2015)
Love revolution est le second album studio de la chanteuse Inna Modja après Everyday is a New World. L'album est sorti le 7 novembre 2011. C'est un album aux influences pop et soul. Lors d'un concerts à La Cigale le 28 mars 2012, Inna Modja reçoit son premier disque d'or pour les ventes satisfaisantes de l'album.

## Singles
Le premier single de l'album est French Cancan (Monsieur Sainte Nitouche). Celui-ci deviendra un succès durant l'été 2011 et atteindra la 4e place des ventes Françaises. La fille du Lido est choisi comme second single, puis c'est I am smiling qui devient le 3e extrait de l'album.

## Classement
Love Revolution est arrivé en 28e place dans le classement français et en 98e place en Belgique. Depuis sa sortie, 30 000 personnes se sont procuré l'album.

## Liste des pistes
| No  | Titre                                             | Paroles        | Musique          | Durée |
| --- | ------------------------------------------------- | -------------- | ---------------- | ----- |
| 1.  | Big Apple                                         | Inna Modja     | Alexandre Azaria | 4:06  |
| 2.  | Kinks In My Hair                                  | Modja          | Azaria           | 3:25  |
| 3.  | French Cancan (Monsieur Sainte Nitouche)          | Modja          | Azaria           | 3:36  |
| 4.  | You Love Me                                       | Modja          | Azaria           | 4:08  |
| 5.  | Emily                                             | Modja          | Azaria           | 5:09  |
| 6.  | La Fille du Lido                                  | Modja          | Azaria           | 3:33  |
| 7.  | For My Land                                       | Modja          | Azaria           | 3:31  |
| 8.  | I am smiling                                      | Modja          | Rémi Lacroix     | 3:29  |
| 9.  | Homeless                                          | Modja          | Azaria           | 3:30  |
| 10. | Ex Girlfriend                                     | Modja          | Azaria           | 4:32  |
| 11. | Spirit                                            | Modja          | Azaria           | 4:20  |
| 12. | Life (Bonus)                                      | Des'ree Weekes | Prince Sampson   | 3:25  |
| 13. | French Cancan (Version anglaise) (Bonus)          |                |                  | 3:36  |
| 14. | French Cancan (Electro remix by Cutee B.) (Bonus) |                |                  | 3:35  |